# Gudvangatunnelen
Gudvangatunnelen eller Gudvangentunnelen  i Sogn og Fjordane fylke forbinder Gudvangen med Langhuso og udgør en del af europavej E16. Den er med 11,428 kilometer Norges tredjelængste vejtunnel efter Lærdalstunnelen og Ryfylketunnelen, blev indviet den 17. december 1991, og var længst i landet frem til Lærdalstunnelen blev åbnet i 2000. Sammen med Flenjatunnelen og Lærdalstunnelen udgør de 43 kilometer tunnel på 51½ kilometer vej.
Den 5. august 2013 udbrød brand inde i tunnelen, da en lastvogntrailer brød i brand. Ca. 80 mennesker måtte evakueres fra tunnelen og de 50 blev indlagt på sygehus til observation for røgforgiftning.